# S/2004 S 43
S/2004 S 43は土星の衛星である。S/2004 S 43は、2004年12月12日から2021年7月9日の間に行われた観測によるデータで発見され、2023年5月7日にスコット・S・シェパード、デビッド・C・ジューイット、ジャン・クレイナ、Edward Ashton、ブレット・J・グラドマン、Jean-Marc Petit、Mike Alexandersenによって発表された。
S/2004 S 43は直径約4キロメートルで、土星から18.918ギガメートル離れた距離を971.48日の公転周期で周回している。軌道傾斜角は172.0で逆行軌道にあり、軌道離心率は0.390である。S/2004 S 43は北欧群に属しており、発表された時点ではカウントによって土星の100番目の衛星とマークされていた。